# Valle de Guanape
Valle de Guanape é uma cidade venezuelana, capital do município de Francisco del Carmen Carvajal.